# Leuctra espanoli
Leuctra espanoli är en bäcksländeart som beskrevs av Aubert 1956. Leuctra espanoli ingår i släktet Leuctra och familjen smalbäcksländor. Inga underarter finns listade i Catalogue of Life.